# Pseudonesticus miao
Espèce
Pseudonesticus miao est une espèce d'araignées aranéomorphes de la famille des Nesticidae.

## Distribution
Cette espèce est endémique du Guizhou en Chine,. Elle se rencontre dans le district de Xixiu dans la grotte Duofan.

## Description
Le mâle holotype mesure 2,58 mm et la femelle paratype 2,64 mm.

## Étymologie
Cette espèce est nommée en l'honneur des Miao.

## Publication originale
- Lin, Ballarin & Li, 2016 : A survey of the spider family Nesticidae (Arachnida, Araneae) in Asia and Madagascar, with the description of forty-three new species. ZooKeys, no 627, p. 1-168.